# Gesetz zur Neugliederung von Gemeinden des Landkreises Ahaus
Das Gesetz zur Neugliederung von Gemeinden des Landkreises Ahaus wurde am 27. Juni 1969 verkündet und gliederte 13 Gemeinden des Landkreises Ahaus neu.
Gleichzeitig trat das Gesetz über den Zusammenschluss der Gemeinden des Amtes Schöppingen, Landkreis Ahaus vom 2. Juni 1969 in Kraft, durch das die neue Gemeinde Schöppingen aus den drei Gemeinden des gleichzeitig aufgelösten Amtes Schöppingen gebildet wurde.
Durch das Münster/Hamm-Gesetz wurden zum 1. Januar 1975 weitere Gemeinden des Kreises Ahaus neu gegliedert, der Kreis Ahaus (1. Januar 1939 – 30. September 1969: Landkreis Ahaus) wurde aufgelöst und die Städte und Gemeinden dem neuen Kreis Borken zugeordnet.

## Kurzbeschreibung
| I. Abschnitt  | Gebietsänderungen                                                                                               |
| § 1           | Zusammenschluss der Gemeinden Wigbold Nienborg und Heek zur neuen Gemeinde Heek, Auflösung des Amtes Nienborg   |
| § 2           | Zusammenschluss der Stadt Vreden und der Gemeinde Ammeloe zur neuen Stadt Vreden                                |
| § 3           | Eingliederung der Gemeinden Wüllen und Ammeln in die Stadt Ahaus, Auflösung des Amtes Wüllen                    |
| § 4           | Zusammenschluss der Gemeinden Legden und Asbeck zur neuen Gemeinde Legden, Auflösung des Amtes Legden           |
| § 5           | Eingliederung der Gemeinde Kirchspiel Stadtlohn in die Stadt Stadtlohn, Auflösung des Amtes Stadtlohn           |
| § 6           | Zusammenschluss der Gemeinden Südlohn und Oeding zur neuen Gemeinde Südlohn                                     |
| II. Abschnitt | Schlussvorschriften                                                                                             |
| § 7           | Bestätigung von Gebietsänderungsverträgen                                                                       |
| § 8           | Zuordnung zu Amtsgerichten: - Heek und Legden zum Amtsgericht Ahaus - Vreden und Südlohn zum Amtsgericht Vreden |
| § 9           | Neuwahlen der Stadträte von Ahaus und Stadtlohn                                                                 |
| § 10          | Inkrafttreten am 1. Juli 1969                                                                                   |